# Rivoluzione cantata
La rivoluzione cantata o anche detta rivoluzione cantante è una serie di eventi, compresi tra il 1987 e il 1991, legati al ritorno dell'indipendenza nelle tre nazioni baltiche: Estonia, Lettonia, Lituania.
Il termine fu coniato dall'attivista ed artista estone Heinz Valk in un articolo pubblicato in un settimanale dopo le spontanee e pacifiche manifestazioni di massa, durante il Festival della Canzone Estone di Tallinn del 1988.

## Premesse storiche
Nel corso della seconda guerra mondiale le Repubbliche baltiche, abitate da popolazioni non russe, furono forzatamente incorporate nell'Urss, con l'occupazione militare e l'annessione sovietica prima avvenuta nel giugno del 1940 e poi, nuovamente, nel 1944.
Mikhail Gorbachev, introdusse la glasnost (apertura) e la perestroika (ristrutturazione) nel 1985, con la speranza di stimolare l'economia sovietica prossima al collasso ed incoraggiare la produttività, particolarmente nell'area di consumo dei beni, avviò la liberalizzazione delle cooperative e i servizi economici. La glasnost aumentò le libertà politiche nell'Unione Sovietica, che fecero riaffiorare problemi irrisolti di convivenza con le nazioni "non slave", già occupate e incorporate dai sovietici dall'inizio della seconda guerra mondiale.
All'alba degli anni Novanta, i paesi baltici restavano ancora l'unico caso di occupazione straniera presente in Europa.
Inoltre la diffusione di notizie fino ad allora sconosciute, relative all'occupazione sovietica e mantenute sotto stretto silenzio, come la clausola segreta del Patto Ribbentrop-Molotov che poneva gli Stati Baltici nella sfera d'influenza dell'Unione Sovietica, furono pubblicamente ammesse dal governo centrale di Mosca e comunicate all'opinione pubblica mondiale, causando così una profonda insoddisfazione nelle popolazioni baltiche occupate e per questo ancor più ostili all'URSS.
Insieme all'invasione dell'Afghanistan da parte delle truppe sovietiche nel decennio 1979/'89 e al disastro di Černobyl', queste tristi ammissioni sovietiche contribuirono a peggiorare una situazione di convivenza reciproca già sotto tensione da decenni, portando alle prime pubbliche esplosioni di protesta e alle prime azioni politicamente decisive da parte delle popolazioni dei baltici, non russe.
Gli estoni si concentrarono sul problema della difficile situazione demografica, che minacciava la loro stessa identità culturale, attraverso una continua e massiccia immigrazione di gruppi etnici stranieri, in maggioranza slavi, nel loro territorio. Questi programmi erano attuati ed agevolati dal governo sovietico centrale per apportare manodopera a progetti di sviluppo e sfruttamento economico industriale delle ricchezze naturali dell'Estonia, come l'estrazione di fosfati.
L'aumento delle libertà politiche portò il popolo estone a cominciare con lo stabilire rapporti sempre più soddisfacenti in occidente, grazie anche all'aiuto delle comunità di emigrati estoni all'estero. Si svilupparono così legami informali, ma sempre più proficui, tra Estonia e Finlandia, facilitati anche dalla lingua e dalla simile cultura ugrofinnica. Fu ammessa la ricezione della televisione finlandese che contribuì a mostrare agli estoni l'avanzato stile di vita dell'Occidente. Tutto questo portò ad incrementare ulteriormente l'insoddisfazione dei popoli baltici verso il sistema sovietico e provocò vivaci dimostrazioni di massa con repressioni dei dissidenti, dei nazionalisti, delle comunità religiose e dei normali utenti, tenute così a bada fino alla fine degli anni ottanta.
Manifestazioni sempre più massicce contro i sovietici si ebbero dalla liberalizzazione del regime che stava fallendo in tutti i suoi propositi di tenere sotto controllo tutte le diversità etniche transnazionali. Da parte sovietica si pensava che, nonostante la liberalizzazione, le nazioni non russe comunque desiderassero restare all'interno della comunità sovietica, dimenticandosi però dell'ostilità da sempre presente in tali popolazioni, che furono forzatamente annesse nel 1944 e perciò non poterono più partecipare direttamente alla vita europea a partire dagli aiuti del Piano Marshall, creando loro problemi economici. Infatti la situazione si deteriorò a partire dal 1989, le nazioni non russe proseguivano con massicce campagne mirate all'ottenimento, dopo quasi cinquant'anni, della libertà dall'occupazione straniera sovietica.

## Estonia
Dal 1987, un ciclo di dimostrazioni di massa attraverso canti spontanei di circa 300 000 estoni, a Tallinn e canti nazionali e inni che fino ad allora erano stati strettamente proibiti durante l'occupazione sovietica, furono eseguiti da musicisti rock estoni.
Il 14 maggio 1988, la prima espressione del ritorno del sentimento nazionale si creò durante il Festival di Musica Pop a Tartu.
Cinque canzoni patriottiche furono suonate, per la prima volta dopo la fine della seconda guerra mondiale, durante il Festival.
La gente estone si prese per mano e la tradizione ebbe inizio.
In giugno, si tenne il Festival alla Città Vecchia di Tallinn e dopo la parte ufficiale del Festival, i partecipanti si spostarono nell'arena del Festival della Canzone e iniziarono a cantare anche lì inni patriottici, prima severamente proibiti dai sovietici.
Il 26-28 agosto del 1988, al Festival Rock d'Estate si cantarono canzoni patriottiche composte da Alo Mattiisen.
L'11 settembre del 1988 un massiccio Festival della canzone chiamato Canzone d'Estonia, fu tenuto nell'arena del Festival della Canzone, a Tallinn. Questa volta vi parteciparono insieme più di 300 000 persone, più di un quarto di tutta la popolazione estone.
In quell'occasione vi parteciparono anche leader attivi politicamente, e per la prima volta si sentì parlare di restaurazione dell'indipendenza estone.
Il 16 ottobre 1988, il corpo legislativo dell'Estonia sancì la dichiarazione di sovranità estone.
Nel 1990 l'Estonia fu la prima repubblica a sfidare l'armata sovietica offrendo servizi militari alternativi ai residenti estoni, registrati per il servizio militare. Molti estoni iniziarono tuttavia semplicemente ad evitare la chiamata.
La Rivoluzione Cantata (in estone: laulev revolutsioon) continuò per quattro anni, con varie proteste e coraggiosi atti di sfida. Nel 1991 quando i sovietici tentarono di fermare il progresso estone verso l'indipendenza, il Soviet supremo estone insieme al Congresso d'Estonia proclamarono la restaurazione dello stato indipendente, ripudiando la legislazione sovietica. Gli estoni attuarono scudi umani per proteggere le stazioni Radio e Tv dal potere sovietico.
Attraverso queste azioni l'Estonia riguadagnò la sua indipendenza perduta nel 1944, senza spargimenti di sangue.
Nel 1991 fu l'Islanda la prima nazione a riconoscere internazionalmente la nuova restaurazione dell'indipendenza estone.
Oggi una targa commemorativa è stata posta fuori dal Ministero degli Esteri estone, che ricorda questo fatto.
Lo stesso ha fatto l'Islanda a ricordo di questo evento e come simbolo della loro amicizia.
Il restauro della sovrana indipendenza estone fu dichiarata la sera del 20 agosto 1991, dopo che furono raggiunti gli accordi fra i differenti schieramenti politici. La mattina successiva le truppe sovietiche tentarono di colpire la ETV estone di Tallinn, ma non ebbero successo.
Ci furono dimostrazioni di protesta anche a Mosca, tenute dai russi guidati da Boris Yeltsin.

## Lettonia
Durante la seconda metà degli anni Ottanta, da quando Mikhail Gorbachev introdusse la glasnost' e la perestroika in Urss che fecero crollare le restrizioni di libertà e politiche nell'Unione Sovietica, l'avversione verso il potere sovietico, mai sopito nel dopoguerra, si rafforzò in tutti gli stati con etnie non russe. La Lettonia ebbe il suo nuovo risveglio di indipendenza nazionale che raggiunse il suo culmine attorno al 1988. Il movimento dei dissidenti lettoni, che era stato tenuto a bada nella prima metà degli anni ottanta, ricominciò ad organizzarsi nel 1986.
Nel 1986 inoltre divenne noto a tutti che l'Urss, ormai in pessime condizioni economiche per il profondo fallimento del comunismo, stava programmando di costruire un'altra centrale idroelettrica nei pressi del maggior fiume della Lettonia, il Daugava compromettendo ulteriormente il degrado ambientale sul territorio lettone. Poi si venne a conoscenza che vi era l'intenzione di costruire una metropolitana a Riga. Tutte queste decisioni, prese unilateralmente da Mosca avrebbero portato ad una sicura distruzione del territorio e inquinato la salute dei lettoni. Il popolo lettone reagì prepotentemente fondando nella metà degli anni 80 il Comitato di Protezione Ambientale dello Sviluppo Lettone. Questo apparato divenne un influente movimento di protesta nello stato baltico e cominciò a fare domanda per la restaurazione della indipendenza lettone, negata nel 1944 dai sovietici.
Il 14 luglio 1987, nell'anniversario delle deportazioni lettoni del 1941 il gruppo dei diritti umani Helsinki-86, che era stato fondato un anno prima, organizzò una manifestazione pacifica con lo scopo di porgere dei fiori al Monumento alla Libertà eretto nel 1935, simbolo sorto durante l'indipendenza lettone. L'evento, che era stato fino ad allora severamente proibito dai sovietici, fu un'azione senza precedenti dal 1944. Fu la dimostrazione della coraggiosa rinascita di uno spirito indipendentista della nazione lettone mai sopito, ma sempre tenacemente proibito dagli invasori sovietici.
L'1 e 2 giugno 1988 l'Unione degli Scrittori tenne un congresso in cui: la democratizzazione della società lettone, la sovranità economica lettone la cessazione di immigrazione slava dall'Urss, la trasformazione di industrie e la protezione della lingua e della cultura lettone sull'orlo della sparizione, furono i temi ampiamente discussi e dibattuti dai delegati della popolazione lettone.
Fu portata a conoscenza di tutti la clausola segreta del Patto Molotov-Ribbentrop, con la quale si incorporavano forzatamente i paesi baltici nell'Urss nel 1940. Ciò contribuì a danneggiare ulteriormente i rapporti, che mai erano stati idilliaci, tra la Lettonia e l'Urss.
Il Congresso degli Scrittori contribuì a smuovere l'opinione pubblica incoraggiandola a non avere più paura e fornì ulteriori stimoli che rafforzassero il desiderio sopito di libertà e di restauro della sovranità lettone, liberandosi dall'invasore sovietico.
Nel 1988 due delle maggiori ed importanti organizzazioni del periodo della restaurazione lettone cominciarono a riunirsi anch'esse regolarmente. Erano il Fronte Popolare Lettone e il Movimento dell'Indipendenza Nazionale e Libertà Nazionale Lettone. Presto poi gli esponenti più radicali del Congresso cittadino sfiduciarono la rappresentanza al regime sovietico. Tutte queste organizzazioni avevano un unico scopo finale: la restaurazione dell'indipendenza del 1918 e la libera democrazia, cacciando l'invasore sovietico.
Il 7 ottobre 1988 si tennero ulteriori dimostrazioni di massa al fine di ristabilire l'indipendenza, la libertà e l'ordine giudiziario.
Il 9 ottobre 1988 si aprì il primo congresso ufficiale del Fronte Popolare Lettone. Questo organismo con più di 200 000 membri divenne il principale organo rappresentativo per il ritorno all'indipendenza.
Il 23 agosto del 1989 nel cinquantesimo anniversario del Patto Molotov-Ribbentrop i Fronti popolari di tutti e tre gli stati baltici tennero una enorme dimostrazione di unità La Via Baltica. Una catena umana di persone non russe, che si tennero civilmente e pacificamente per mano, si unirono per una lunghezza di 600 km partendo da Tallinn, collegandosi con Riga ed arrivando fino a Vilnius.
Questo fu un enorme atto simbolico da parte delle popolazioni baltiche non russe, di richiesta di ritorno all'indipendenza e protesta contro l'invasore sovietico.
Si tennero nel marzo 1990 nuove elezioni al Soviet lettone, dove vinse e si affermò la coalizione indipendentista. Nel maggio 1990 il Soviet Lettone adottò una mozione chiamata, Dichiarazione di Indipendenza, che richiedeva la restaurazione dell'indipendenza, facendo riferimento alla Costituzione Lettone del 1922.
Nel gennaio del 1991 i sovietici e i comunisti russi tentarono di riportare il potere sovietico. Atti di forza furono perpetrati dai russi al fine di rovesciare la nuova assemblea lettone. Dimostranti lettoni riuscirono a bloccare l'avanzata delle truppe sovietiche. Questi sono conosciuti come i Giorni delle Barricate.
Il 19 agosto 1991 un vano tentativo di colpo di stato a Mosca dei vecchi funzionari sovietici fallì miseramente bloccato dalle forze democratiche russe, guidate da Boris Yeltsin. Questo evento fu decisivo per la Lettonia, la quale si mosse verso la piena indipendenza, ora restaurata.
Dopo il fallimento del colpo di stato degli ex-comunisti sovietici a Mosca, la Lettonia dichiarò così la propria completa e sovrana restaurazione dell'indipendenza, riprendendo i fondamenti giuridici dello stato che esisteva prima dell'occupazione sovietica del 1940.

## Lituania
Migliaia di cittadini lituani durante gli ultimi periodi di occupazione sovietica, lentamente prendevano sempre più coraggio e nei posti pubblici in tutta la Lituania cantavano uniti inni nazionali e brani cattolici romani. La popolarità di questi canti crebbe notevolmente verso la fine degli anni Ottanta. Molti cantanti popolari lituani seguirono questa tendenza, spesso usando poesie nazionali lituane o poeti nazionali lituani, come Bernardas Brazdžionis o Justinas Marcinkevičius, per i testi delle loro canzoni. Anche il Marzo Rock contribuì a dare speranza e consapevolezza di una rinascita nazionale tra i lituani.
Il 3 giugno 1988 un nuovo movimento politico e sociale venne creato con il nome di Sąjūdis, per promuovere il ritorno all'indipendenza lituana, democrazia e liberazione dall'occupazione straniera sovietica.
L'opposizione attiva nazionale verso il regime sovietico culminò con il ritorno della Cattedrale di Vilnius, prima principalmente utilizzata come museo di belle arti, alla comunità cattolica romana il 22 ottobre 1988. A ciò fece seguito il graduale ritorno di simboli nazionali, fino ad allora strettamente vietati dal regime sovietico, con l'inclusione di costruzione o restauro dei monumenti di indipendenza attraverso tutto il paese lituano.
L'inno nazionale e il Tricolore nazionale vennero nuovamente legalizzati in Lituania nel novembre del 1988, ed ufficialmente andarono a rimpiazzare la bandiera e l'inno della RSS Lituana.
Cinque decenni dopo che la Lituania era stata forzatamente occupata ed incorporata nell'URSS, la nazione lituana divenne la prima a dichiarare il ritorno alla propria sovrana indipendenza l'11 marzo 1990. Fu seguita dalle vicine Lettonia e Estonia. Tuttavia, tranne l'Islanda, le nazioni appartenenti alla comunità internazionale esiteranno in un primo momento (fino all'agosto 1991) a riconoscere l'indipendenza dei Paesi Baltici.
I militari sovietici reagirono con aspra durezza e tentarono di reprimere la rivolta lituana. Il 13 gennaio del 1991, quattordici dimostranti, non violenti e disarmati, furono uccisi a Vilnius ed altri centoquaranta furono feriti durante la difesa della Torre della televisione e del Parlamento a Vilnius, da un assalto dei carri armati e dalle truppe sovietiche: tale episodio rientra nei cosiddetti eventi di gennaio.
Solo con la disciplina, il coraggio, la profonda mentalità civile, la volontà pacifica e democratica i cittadini lituani, che coraggiosamente uniti per mano cantavano davanti ai carri armati e alle unità blindate dell'Armata rossa sovietica che si accingeva ad avanzare aprendosi brecce per mezzo di colpi d'arma da fuoco, poterono evitare grosse perdite di vite umane e mostrarono al mondo intero la loro profonda determinazione nel respingere gli invasori sovietici e restaurare, dopo quasi cinquant'anni, l'agognata indipendenza nazionale.
La comunità internazionale si riconoscerà il restauro della sovranità lituana solo dopo il fallimento del colpo di stato di vecchi funzionari comunisti a Mosca nel 1991.